# Goruni, Iași
Goruni este un sat în comuna Tomești din județul Iași, Moldova, România. Se află la aproximativ 20 km de municipiul Iași.

## Personalități
În satul Goruni s-a născut tenorul Costel Busuioc, devenit celebru după participarea sa la concursul muzical Hijos de Babel (span. „fiii Babilonului”; emisiune dedicată emigranților stabiliți pe pământ spaniol) și câștigarea acestei competiții.

## Legături externe
Materiale media legate de Goruni la Wikimedia Commons